# Hiperpotência

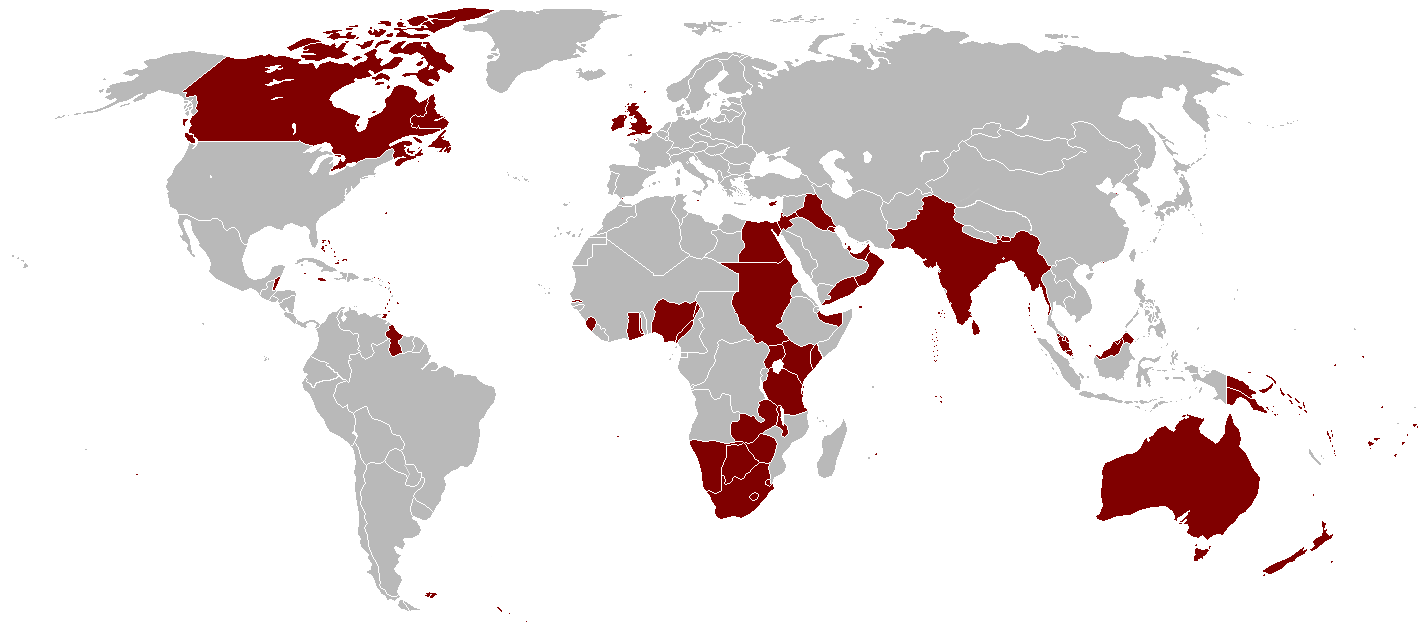
Durante muitos anos o Império Britânico foi a hiperpotência global

Uma hiperpotência é um estado que é militar, económica, tecnológica e culturalmente dominante em todo o planeta. O termo foi primeiramente usado para descrever os Estados Unidos na década de 1990. Também foi aplicado ao Império Aquemênida, a Dinastia Qing, ao Império Português, ao Império Espanhol, ao Império Britânico e à União Soviética. A palavra foi criada a partir do prefixo "hiper" que vem do grego e significa acima ou além. Portanto uma hiperpotência é um país com forte influência por sobre os outros no sistema internacional.

## Origem
Depois do fim da Guerra Fria e o colapso da União Soviética, alguns comentaristas políticos sentiram que um novo termo era necessário para descrever a posição dos Estados Unidos como a superpotência solitária. Ben Wattenberg cunhou o termo onipotência em 1990 e Peregrine Worsthorne usou o termo hiperpotência em 1991. O ministro das relações exteriores francês Hubert Védrine popularizou o termo hiperpotência nas suas várias críticas aos Estados Unidos que começam em 1998.

## Estados Unidos (1991 até o presente)

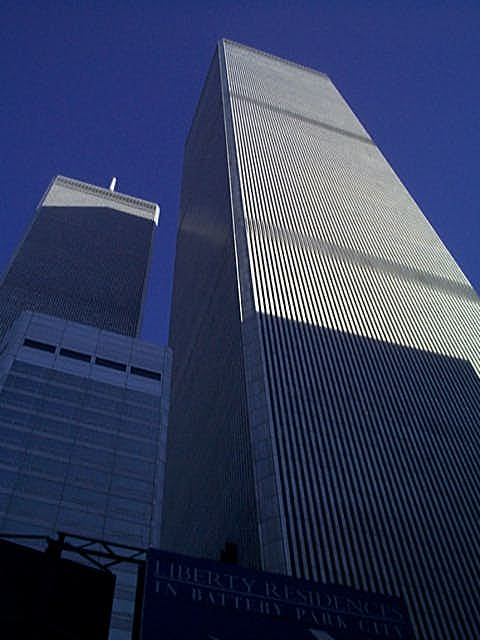
As Torres Gêmeas do World Trade Center foram símbolo do poder econômico estadunidense durante os anos 1990.

Durante a Guerra Fria, entre 1945 e 1991, o mundo foi basicamente dividido entre a influência estadunidense e a soviética. As duas nações foram consideradas como superpotências durante este período. O colapso da União Soviética em 1991 deixou os Estados Unidos numa posição dominante. O termo está a cair gradualmente em desuso por conta da crescente influência da União Europeia, República Popular da China, Brasil e novamente, Rússia.

## Crítica do conceito
Segundo alguns estudiosos, o fim da União Soviética, a incapacidade europeia de organizar um bloco efetivo e a crise do continente africano foram os fatores que impulsionaram a supremacia americana durante a década de 1990 - não o fortalecimento dos Estados Unidos. O jornalista francês Jean-François Revel identificou um curioso problema: o prefixo "hiper", em grego, significa exatamente o mesmo que "super"; portanto não existe necessidade de se criar um novo termo - hiperpotência - , dado que já existe o popular superpotência.
Revel também observa a tendência a uma configuração multipolar, nas relações internacionais, destacando o crescimento e a organização dos países emergentes.